# Øksnes kommun
Øksnes kommun (norska: Øksnes kommune) är en kommun i Nordland fylke i norra Norge. Kommunen omfattar den norra delen av ön Langøya samt ett antal mindre omkringliggande öar inom ögruppen Vesterålen i den norra delen av fylket. Centralort är tätorten Myre.
Angränsande kommuner är Sortland i söder samt Bø i sydväst. Kommunen har även en maritim gräns med Andøy kommun i öster.

## Administrativ historik
Øksnes kommun grundades på 1830-talet, samtidigt med flertalet norska kommuner.
Ett område med 40 invånare överfördes 1866 till Bø kommun. 1919 delades kommunen och Langenes kommun bildades. 1964 slogs de två kommunerna ihop igen, men Kråkberget och området norr om Kråkberget överfördes samtidigt till Bø kommun.

## Tätorter
I Øksnes kommun finns två tätorter:
- Alsvåg
- Myre (centralort)

## Socknar
Inom Norska kyrkan motsvaras Øksnes kommun av Øksnes socken i Vesterålens prosteri i Sør-Hålogalands stift.

## Bilder

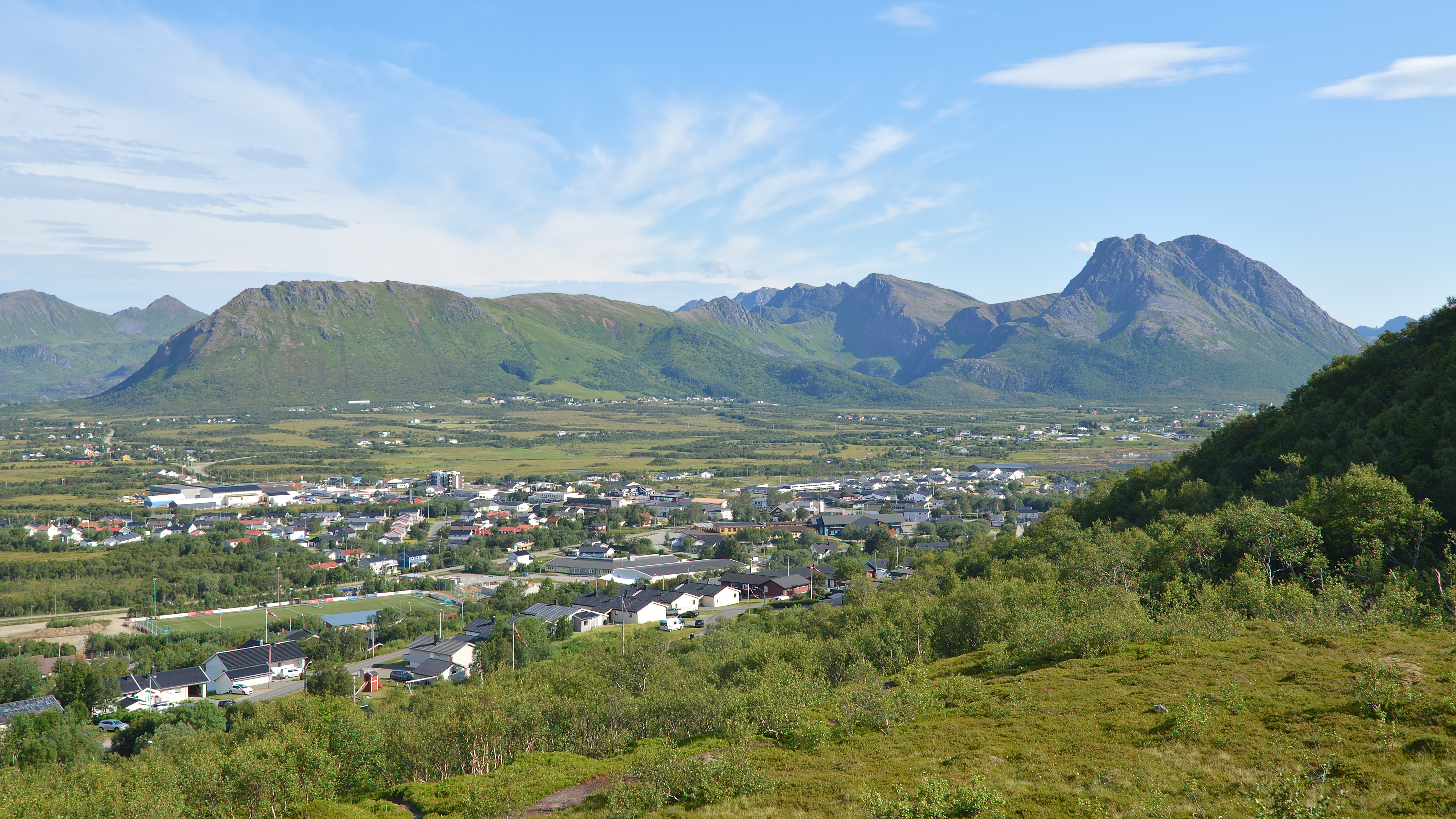
Myre.
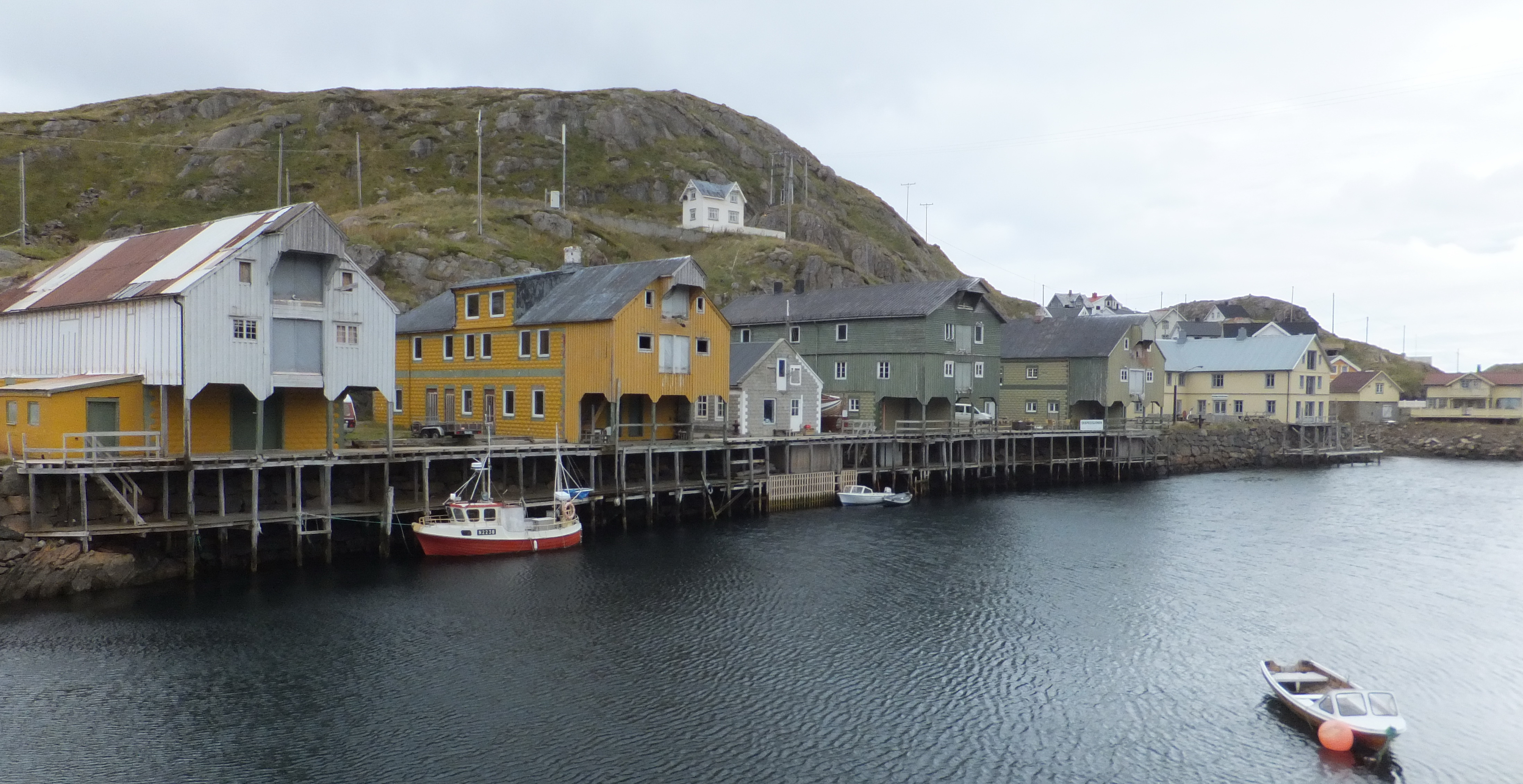
Nyksund.
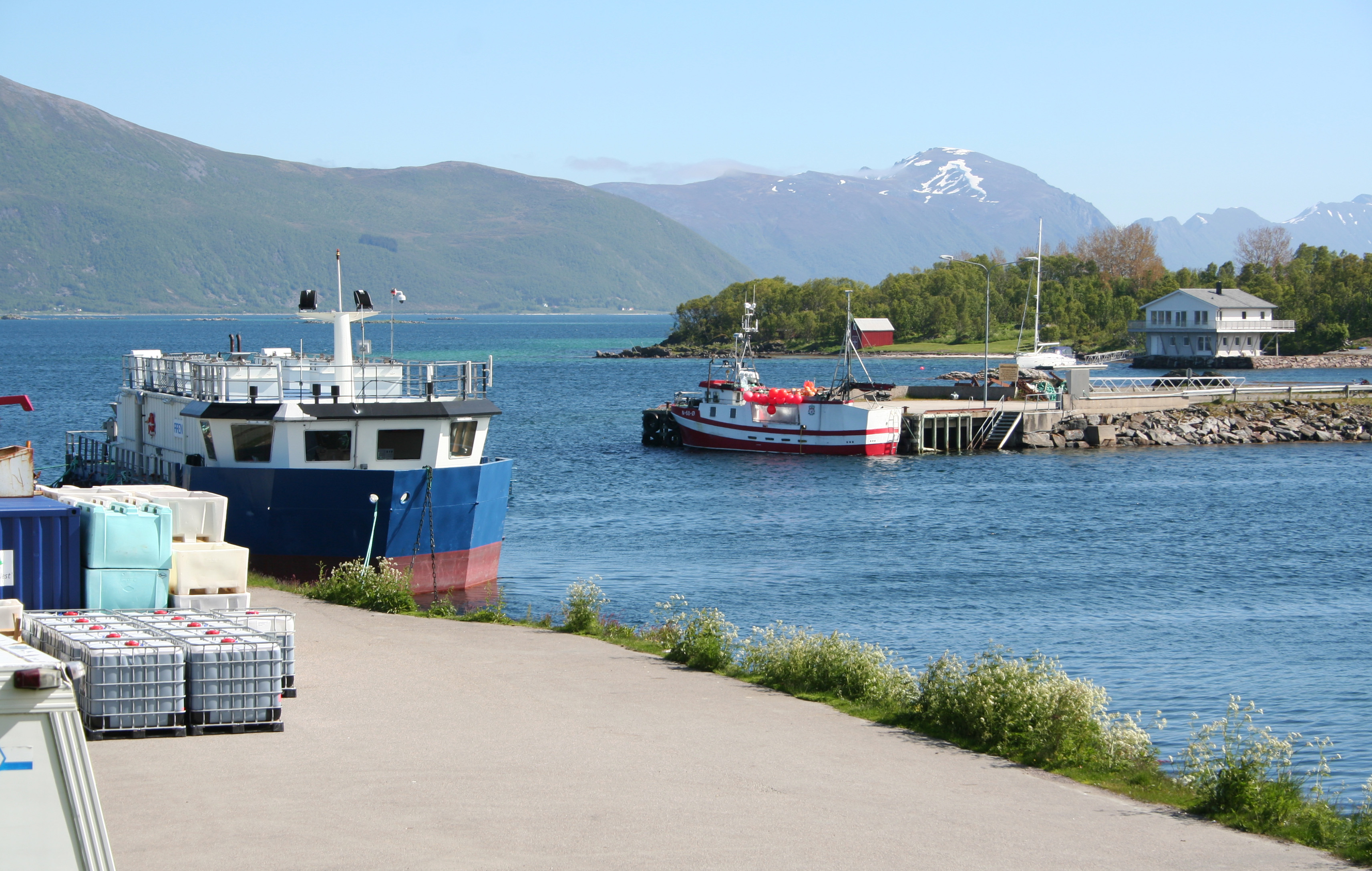
Hamnen i Alsvåg.